# Funaria porteri
Funaria porteri là một loài Rêu trong họ Funariaceae. Loài này được Thér. mô tả khoa học đầu tiên năm 1929.